# Hand mit Uhr

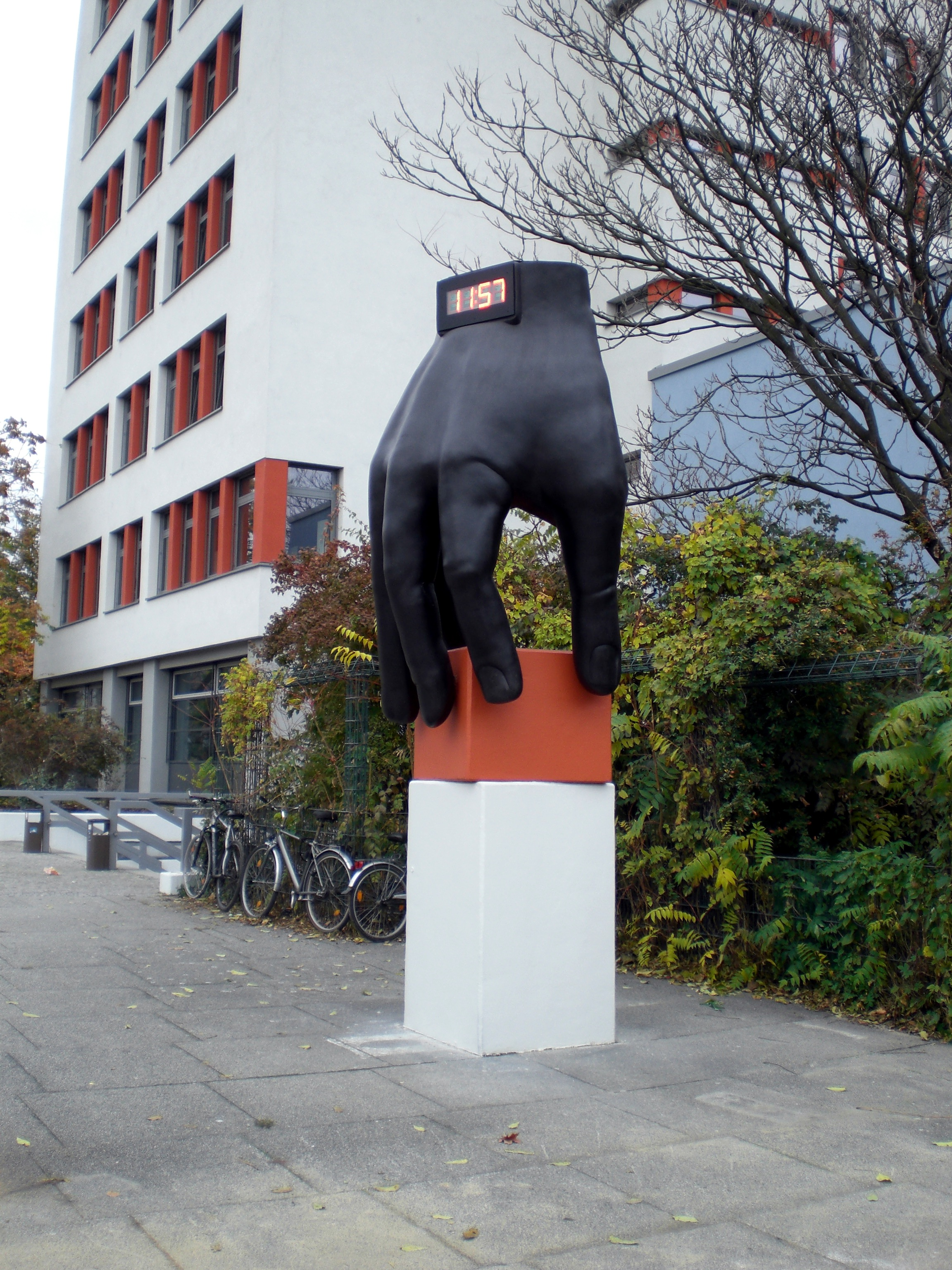
Bronzeskulptur Hand mit Uhr, nach der Reinigung von 2012

Hand mit Uhr ist eine Skulptur im Berliner Hansaviertel aus dem Jahr 1975. Die Bronzeplastik des Bildhauers Joachim Schmettau wurde als Kunst am Bau vor dem heutigen Gymnasium Tiergarten errichtet.

## Geschichte
Das Kunstwerk steht seit 1975 an der Altonaer Ecke Lessingstraße auf dem Vorplatz der damaligen Menzel-Oberschule (heute: Gymnasium Tiergarten). Als die Schule in den 1970er Jahren einen Anbau erhielt, wurde die Skulptur als Kunst am Bau in Auftrag gegeben. Der Entwurf für die Hand mit Uhr stammt von dem Berliner Bildhauer Joachim Schmettau. Es war seine erste Skulptur im öffentlichen Raum, der weitere Arbeiten wie der Weltkugelbrunnen (1983) auf dem Breitscheidplatz oder das Tanzende Paar (1984) auf dem Hermannplatz folgten.
Die Bronzeskulptur ist auf einer viereckigen Stele aus weißem Sichtbeton angebracht, deren würfelförmiger oberer Teil leicht gedreht ist. Die Hand ist auf den Sockel aufgestützt, wobei die Fingerkuppen den oberen Bereich der Stele, der ursprünglich mit roten Mosaikfliesen verkleidet war, umgreifen. Den Abschluss der Skulptur bildet oben das abgeschnittene Handgelenk. Direkt darunter ist eine elektronische Uhr mit digitaler Ziffernanzeige eingelassen. Während die Ziffern in Rot leuchten, ist die Hand in Silbergrau gehalten. Einschließlich Sockel beträgt die Höhe des Kunstwerks 4 1⁄2 m. Die Skulptur hat einen Durchmesser von rund 1 1⁄2 m. Es ist nicht die einzige Skulptur Schmettaus, in der er sich mit dem Thema Hand auseinandersetzt. Im sehr viel kleineren Maßstab formte er zudem die Skulptur Hand mit Ei, in der eine nach oben gerichtete Hand zwischen den Fingern ein Ei festhält.

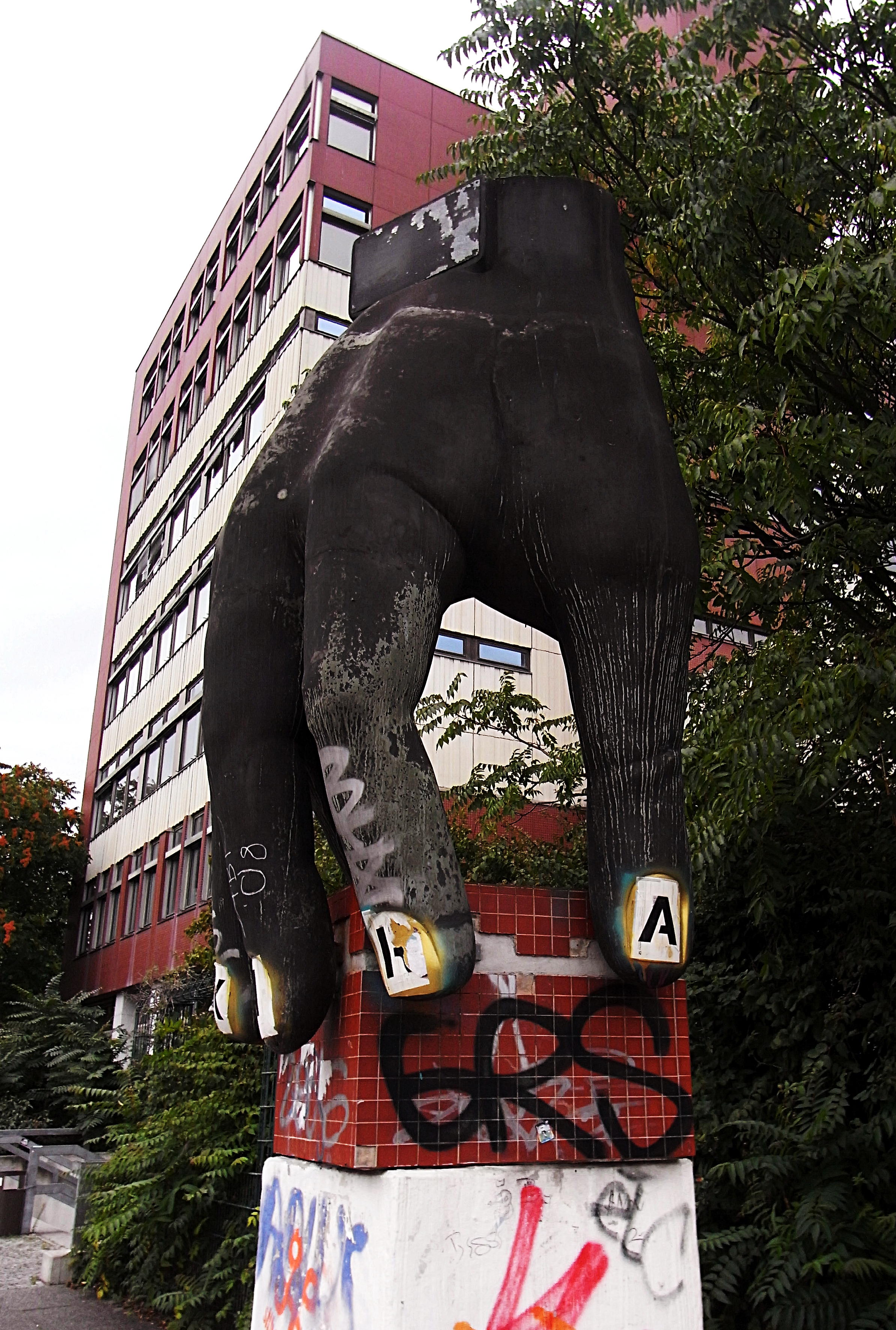
Vor der Renovierung: Hand mit Uhr mit Graffiti-Schmierereien und ohne Digitaluhr

Die Skulptur Hand mit Uhr, an einer vielbefahrenen Kreuzung im West-Berliner Innenstadtbereich gelegen, entwickelte sich schnell zum markanten Wahrzeichen der Schule und wurde unter dem Motto „Wir treffen uns an der Hand“ oder durch den Spitznamen Dunkler Orlando „Komm zum Orlando“ zum beliebten Treffpunkt der Schüler. Internationale Bekanntheit erreichte die Skulptur 1983 als Kulisse für das Video zum Song Everything Counts der britischen Synthiepop-Band Depeche Mode. Während die Gruppe von „grabbing hands“ (sinngemäß: ‚gierigen Händen‘) singt, stehen die Bandmitglieder um die Skulptur Hand mit Uhr herum.
Zeitliche Orientierung gab die Skulptur bereits nach wenigen Jahren nicht mehr, da die Digitaluhr witterungsbedingt ihre Funktion aufgab. In den Folgejahren kam es zu Verunzierungen durch Graffiti,  Bemalen der Fingernägel und Anbringen von Aufklebern, sodass die Skulptur immer unansehnlicher wurde. Hinzu kam, dass im Innern der Hand das tragende Stahlgerüst stark korrodiert war. 2008 veranlasste der Bürgerverein Hansaviertel zusammen mit der Leitung der Menzel-Schule die Sanierung der Skulptur und ließ sie zwischenzeitlich demontieren. Seit 2012 ist die Hand mit Uhr restauriert, gereinigt und mit neuer Uhr wieder an ihrem ursprünglichen Platz. Hierbei wurde das rote Mosaik am oberen Bereich der Stele durch orangefarbenen Sichtbeton ersetzt.
Trotz der umfangreichen Restaurierungsmaßnahmen im Jahr 2012 bleibt die Skulptur weiterhin ein Ziel für Vandalismus. Regelmäßig wird die Hand mit Uhr durch Graffiti beschmutzt, was die Schule und den Bürgerverein Hansaviertel immer wieder vor Herausforderungen stellt. Die Bemühungen, das Kunstwerk sauber und in gutem Zustand zu halten, sind mühsam und erfordern kontinuierliche Pflege. Trotzdem bleibt die Hand mit Uhr ein identitätsstiftendes Wahrzeichen für die Schüler und die Anwohner des Viertels.